# Diaporthe rudis
Diaporthe rudis is een schimmel in de familie Diaporthaceae. Hij leeft saprotroof op hout.

## Verspreiding
In Nederland komt het uiterst zeldzaam voor.